# Ensemble Schloss Wiesentheid

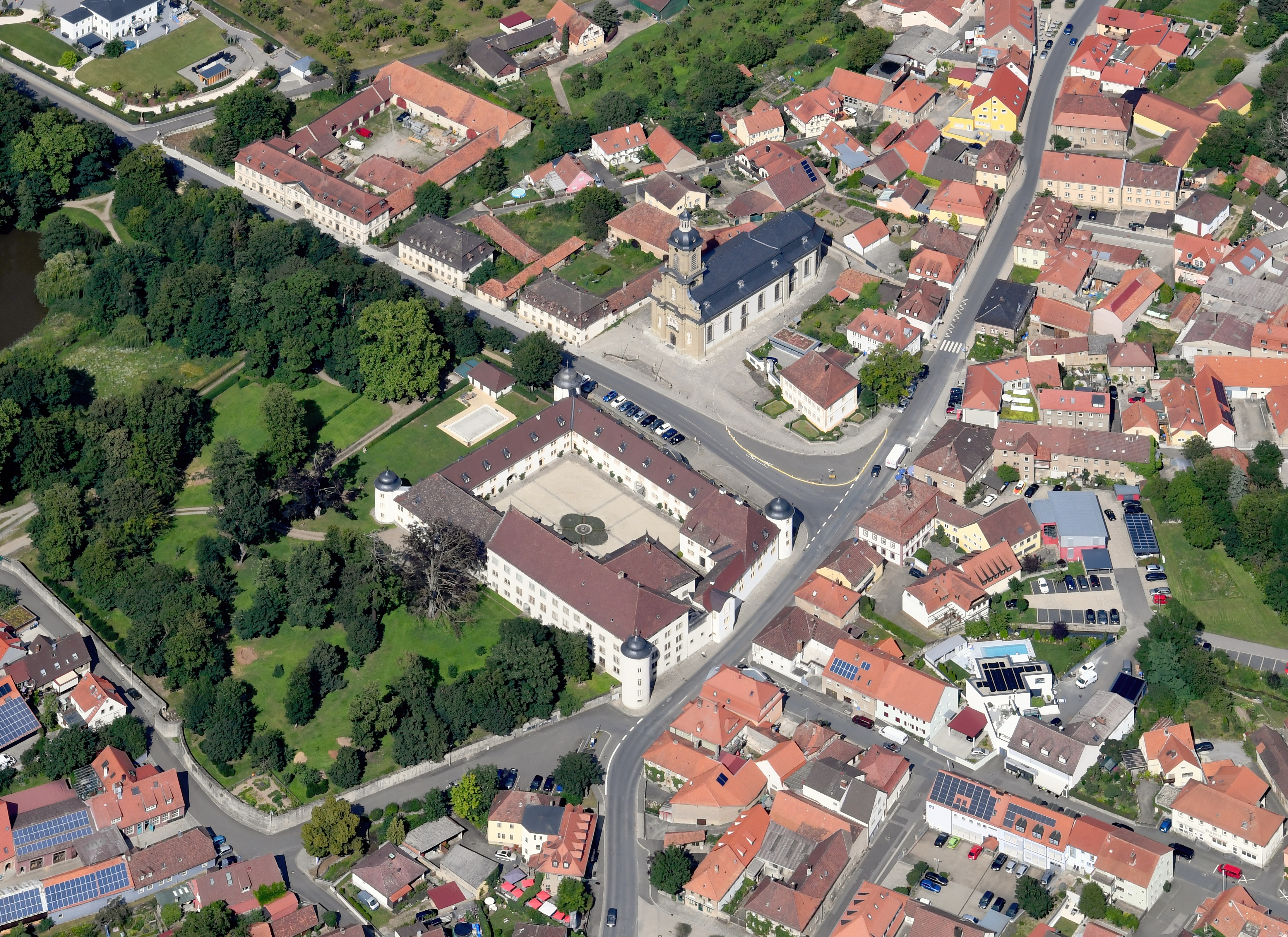
Luftbild des Ensembles Schloss Wiesentheid

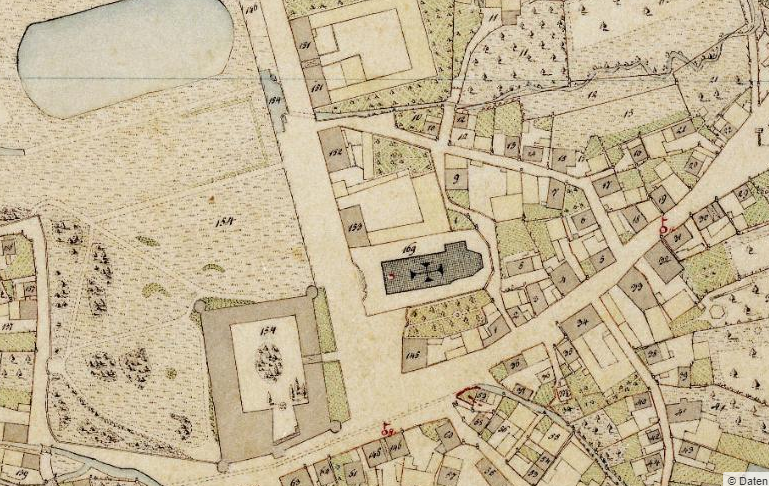
Das Ensemble auf dem bayerischen Urkataster von 1833

Das Ensemble Schloss Wiesentheid ist ein denkmalgeschütztes Bauensemble im unterfränkischen Markt Wiesentheid. Es umfasst den barocken Ortskern des Ortes mit der Pfarrkirche und dem namensgebenden Schloss der Grafen von Schönborn.

## Geografische Lage
Wiesentheid liegt im Steigerwaldvorland am Rande des dem exponierten Schwanbergs vorgeschobenen Gebietes. Die Landschaft wird hier von vielen sanften Hügeln geprägt. Sie ist sehr rural geprägt und die Lage des Ortes ohne Anbindung an eine wichtige Altstraße lässt auf eine individuelle Förderung durch die Grundherrschaft schließen. Das großzügig angelegte Ensemble ist heute weitgehend umbaut, wobei der offene Charakter der Barocksiedlung noch gut zu erkennen ist. Vor allem die von Norden kommende Kanzleistraße bildet noch heute das Rückgrat der Bauwerkgruppe.
Die Kanzleistraße teilt das Ensemble in zwei Teile, die sich sowohl von ihrem Erscheinungsbild, als auch von ihrer historischen Nutzung voneinander unterscheiden. Im Westen war mit dem Schlosspark und dem Schloss der Herrschaftsbezirk zu finden, im Osten liegt der Kirchenbezirk und die barocke Siedlung, die dem Schloss zugeordnet sind. Das Ensemble schließt ganz im Westen der Neßtfellplatz ab, im Osten ist mit dem bereits aus dem Mittelalter stammenden Marienplatz der historische Kern des bürgerlichen Wiesentheid zu finden.

## Geschichte
Das barocke Zentrum von Wiesentheid geht auf das 17. Jahrhundert zurück. Nachdem sich Graf Johann Otto von Dernbach im Holländischen Krieg als Feldherr hervorgetan hatte, wurde er in den Reichsgrafenstand erhoben. Zusätzlich sollte er Landesherr werden. Wiesentheid stieg 1681 zur Residenz der Grafen von Dernbach auf. Ein Jahr später erhielt das Dorf von Johann Otto von Dernbach das Marktrecht. Nach dem Tod des Johann Otto regierte seine Frau Maria Eleonore Wiesentheid. Durch ihre zweite Hochzeit mit Rudolf Franz Erwein von Schönborn gelangte das aufstrebende Geschlecht der Schönborn 1701 an die Herrschaft Wiesentheid.
Rudolf Franz Erwein ließ seine Residenz im Stil des Barock umbauen. Die älteren Baulichkeiten in Wiesentheid, viele waren noch Fachwerkhäuser des Spätmittelalters, ließ er renovieren. Bereits 1704 wurde auf Geheiß des Grafen ein Brauhaus in der Kanzleistraße errichten. Wenige Jahre später folgte das von Leonhard Dientzenhofer errichtete Pfarrhaus, das 1712 fertiggestellt wurde. Wiesentheid stieg unter Rudolf Franz Erwein zum fränkischen Stammsitz der Familie auf.

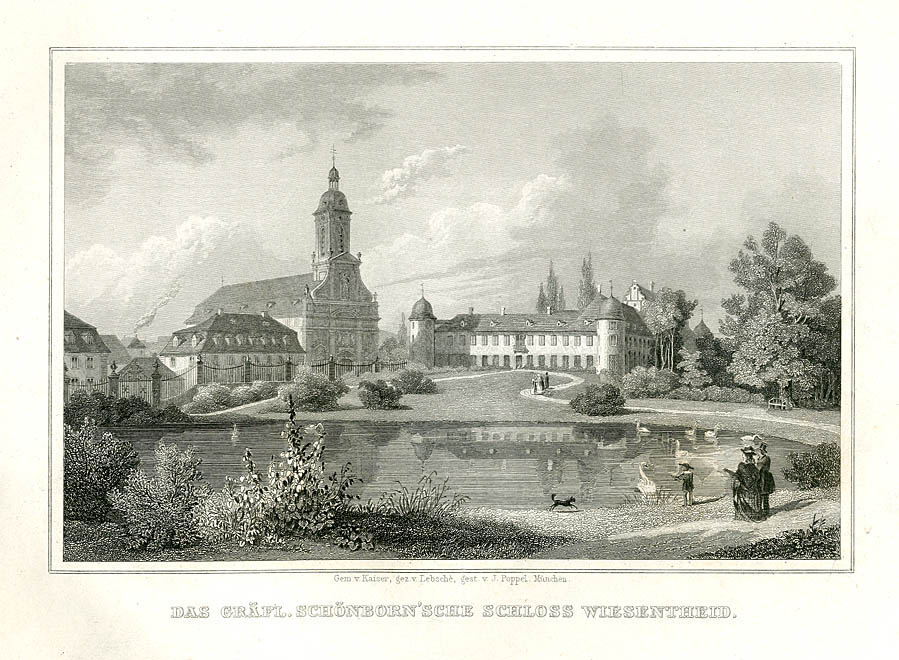
Schlosspark, Schloss und Kirche, Stahlstich von Johann Poppel, 1879

Um die damit verbundenen repräsentativen Ansprüche zu erfüllen, wurde auch das Schloss runderneuert. Zwischen 1711 und 1720 erweiterte der Bamberger Jesuitenpater Nikolaus Loyson den Bau. Zur gleichen Zeit legte man auch den barocken Schlosspark an, der zwischen 1718 und 1730 mit Sandsteinskulpturen von Heinrich Stahler verziert wurde. In den 1720er Jahren wurde die Beamtenhäuser in der Kanzleistraße fertiggestellt. Für den Bau einer repräsentativen Pfarrkirche konnte Rudolf Franz Erwein den Baumeister Balthasar Neumann gewinnen. Neumann zeichnete die Pläne, Johann Georg Seitz errichtete den Bau gegenüber dem Schloss.
Unklar ist, wie groß der weitere Einfluss Balthasar Neumanns auf die barocke Bautätigkeit am Schlossplatz war. Die ältere Literatur geht davon aus, dass er vom Schönborn-Grafen als eine Art Generalunternehmer beauftragt wurde und einen Generalplan für die Umbaumaßnahmen in Wiesentheid entwarf. Die Umbaumaßnahmen wurden von Vermessungen flankiert, sodass bereits 1735 eine erste maßstabsgetreue Karte des Marktes Wiesentheid fertiggestellt war. Mit dem Bau des Rathauses an der Südseite des Schlossplatzes waren die repräsentativen Zweckbauten alle bis 1743 vollendet.
Unter Rudolf Franz Erweins Nachfolger Joseph Franz Bonaventura von Schönborn-Wiesentheid erweiterte man Wiesentheid vor allem in Richtung Süden. Ab 1768 begann man die sogenannte Neustadt zu errichten, auf die das Ensemble Schönbornstraße zurückgeht. Im 19. Jahrhundert wandelte man den Schlosspark in einen englischen Landschaftsgarten um, viele Skulpturen Stahlers wurden zerschlagen und zur Pflasterung der Gemeindestraßen herangezogen. Bis 1860 erfuhr der Garten zwei Erweiterungen. Er begrenzt das Ensemble mit seiner Fläche von 10 Hektar heute im Westen.
Das unverbaute, barocke Ensemble zog seit dem 19. Jahrhundert viele Künstler nach Wiesentheid. Viele künstlerische Interpretationen insbesondere von Kanzleistraße und Schlossplatz existieren. In den 1960er Jahren verschwanden viele sogenannte Vorlegen, barocke Doppeltreppen, um den wachsenden Individualverkehr durch den Ort führen zu lassen. Heute bildet der Schlossplatz in Wiesentheid die Hauptverkehrsader des Marktortes, wo die Ortsverbindung in Richtung Volkach auf die Straße nach Prichsenstadt trifft.

## Straßen und Plätze
Mittelpunkt des Ensembles bildet das namensgebende Schloss der Grafen von Schönborn, das mit seiner Eckstellung das T-förmige Straßengerüst bestimmt. Ihm vorgelagert ist der Schlossplatz, der sich zu einer Allee in nördlicher Richtung fortsetzt. Hier reihten sich die Regierungskanzlei und weitere Verwaltungsbauten des kleinen Fürstentums auf. Auf der gegenüberliegenden Seite ist der Schlosspark zu finden. Das Rathaus, das den Mittelpunkt der Sichtachse bildet, leitet zu den Bürgerhäusern über. Die vorhandene Dorfbebauung wurde nur in ihrem Aufriss barockisiert, sodass der Formenkanon des Barock hier nur zum Teil verwirklicht wurde. Das Ensemble Schloss Wiesentheid wird heute von folgenden Straßen gebildet:

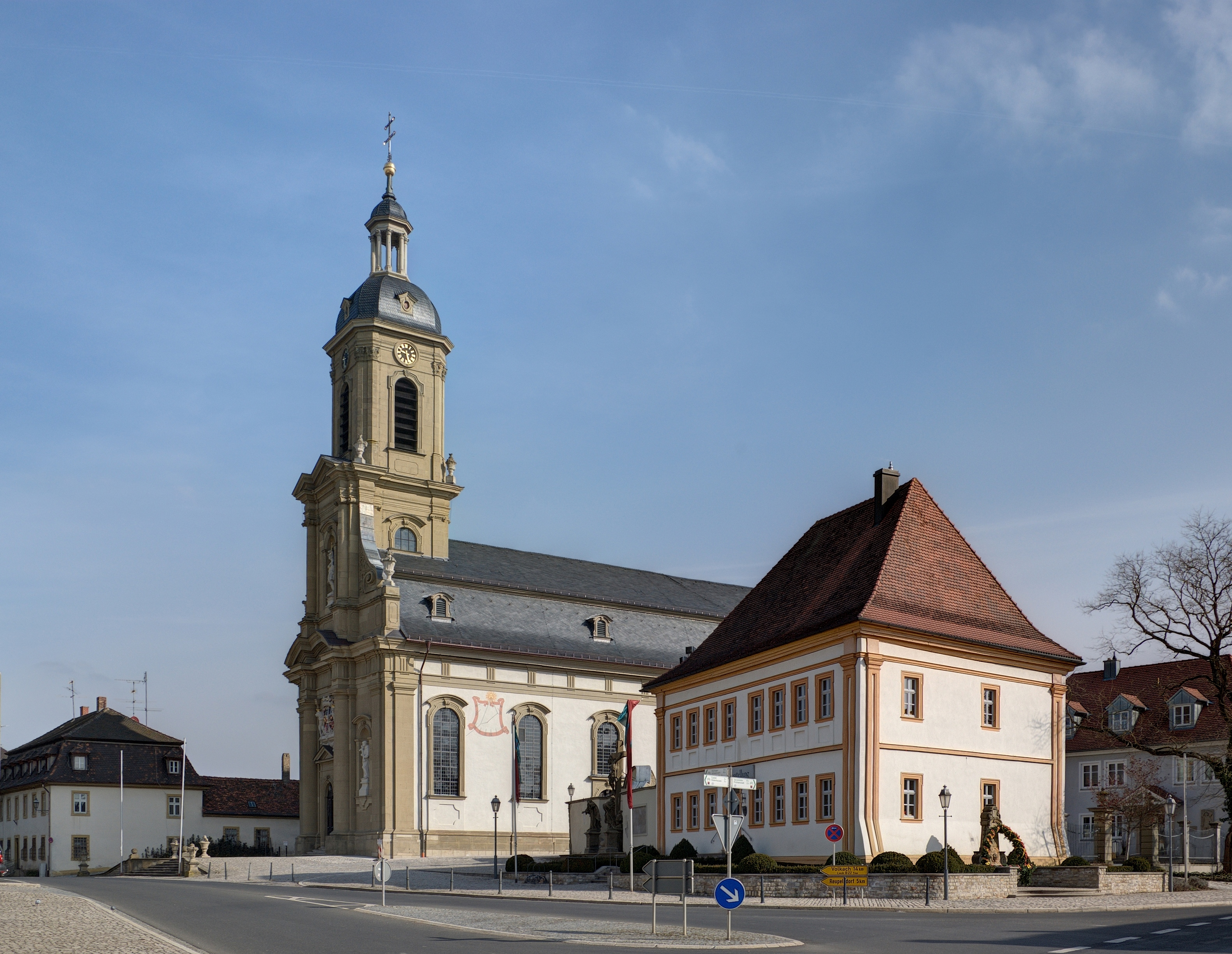
Mauritiuskirche und Pfarrhaus bilden den östlichen Abschluss des Schlossplatzes

| - Balthasar-Neumann-Straße (bis Nr. 28, St 2272) - Kanzleistraße (bis Nr. 8, KT 10) - Neßtfellplatz (bis Nr. 8) - Schlossplatz (KT 10) |  | - Badergasse (nur Begrenzung nördlich der Pfarrkirche) - Kirchgasse (nur Begrenzung östlich der Pfarrkirche) - Parkstraße (nur Begrenzung südlich des Schlossparks) - Sogenannter Viehtriebweg (westlich des Schlossparks) |  |

### Schlossplatz und Kanzleistraße
Das Zentrum des Ensembles gruppiert sich um den Schlossplatz im Zentrum von Wiesentheid. Im Süden ist das Rathaus mit seinem Walmdach zu finden, westlich davon schließt sich das namensgebende Schloss an, das in seiner heutigen Form auf die erste Hälfte des 18. Jahrhunderts zurückgeht. Auf der Westseite steht die Mauritiuskirche mit ihrem Westturm, der ehemalige Kirchenbezirk wird außerdem vom Pfarrhaus und einer monumentalen Kreuzigungsgruppe eingenommen. Kirche und Pfarrhaus sind außerdem auf einem kleinen Hügel, dem sogenannten Schlossberg positioniert. Kanzleibauten und der Schlosspark erweitern diesen Ensemblekern in Richtung Norden.
Allen Baulichkeiten hier ist der herrschaftliche, obrigkeitliche Zuschnitt gemeinsam. Dies wird durch die oberhalb der Gebäude angebrachten Wappen symbolisiert. Oberhalb des Schlossportals ist das Allianzwappen Schönborn-Hatzfeld zu finden. Es wird von seinem Pendant oberhalb des Westportals der Kirche gespiegelt. Das nördlichste Gebäude der Kanzleistraße, der sogenannte Seehof, besitzt ein von zwei ruhenden Löwen flankiertes gemindertes Schönbornwappen. Das gleiche Wappen wurde auch oberhalb des Rathauses angebracht. Das kleinere Gemeindewappen oberhalb der Durchfahrt am Rathaus symbolisiert dagegen die Gemeinde und ihre Bürger.

### Balthasar-Neumann-Straße, Neßtfellplatz
Ebenso Teil des Ensembles sind Wohnhäuser im Westen des Dorfes, die sich an bereits bestehenden Straßenzügen aufreihten. Die Grafen von Schönborn sorgten mit unverzinslichen Darlehen dafür, dass die Bewohner Wiesentheids ihre Häuser modernisierten und im Stil des Barock umbauten. Die Markterhebung und der Ausbau zur Residenz sorgte außerdem für einen massenhaften Zuzug, der mehr Wohnraum nötig machte. Insbesondere entlang der heutigen Balthasar-Neumann-Straße und des Neßtfellplatzes entstanden kleine Mansarddachbauten mit Doppeltreppen.
Die zweigeschossigen Bauten sind auf den Südostflügel des Schlosses ausgerichtet. Die dezentrale Anlage der Baulichkeiten wird deutlich, weil keine Uniformität vorherrscht. Es wechseln sich verputzte Häuser mit einfachen Bruchsteinbauten ab. Sind Wappen an den Portalen angebracht, handelt es sich um Bürgerwappen, die wesentlich schlichter gearbeitet wurden. Einzige Klammer ist heute das Element des Walmdachs, das allerdings zwischen schlichtem Walm und Mansardwalm differenziert.

## Bedeutende Baudenkmäler

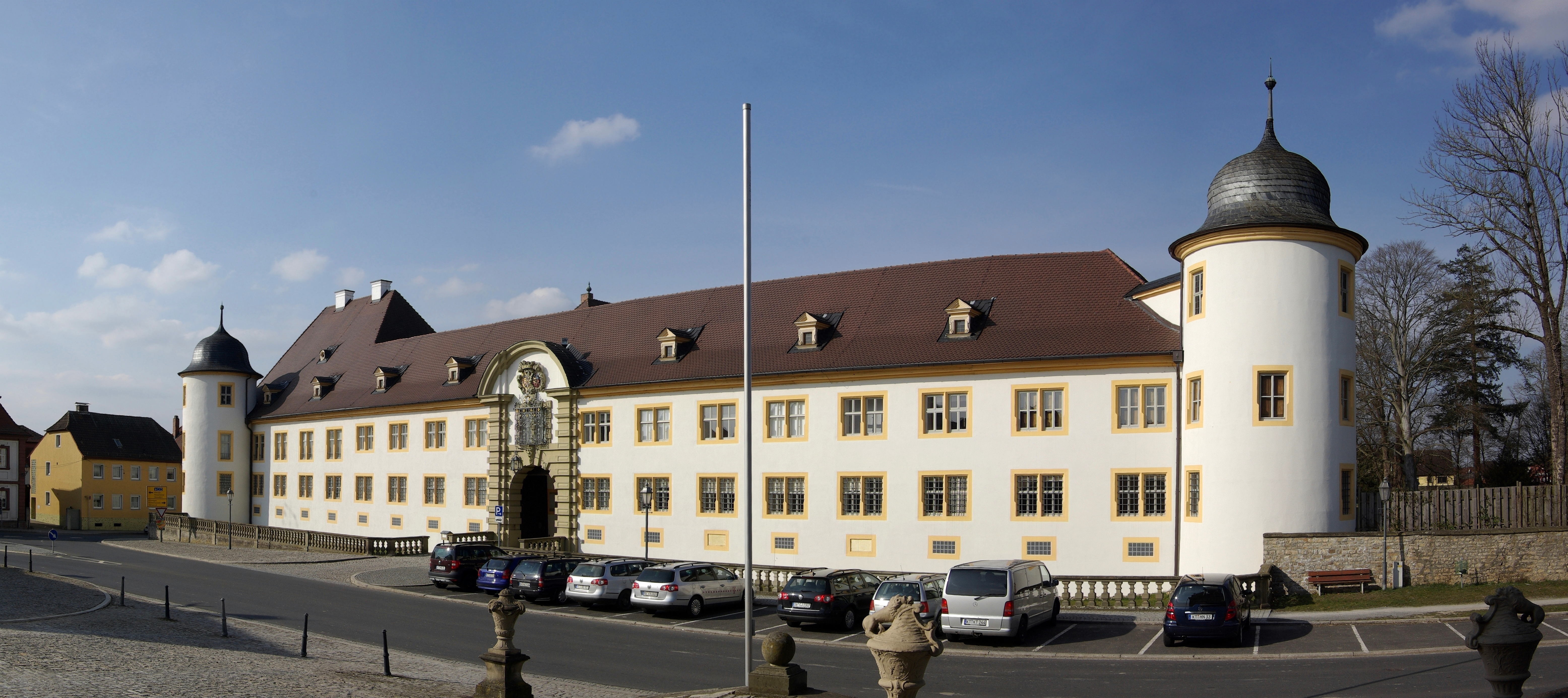
Ostflügel des Wiesentheider Schlosses

Dominiert wird das Ensemble vom namensgebenden Schloss der Grafen von Schönborn, das als größtes Einzelgebäude fungiert. Ein befestigter Edelhof ist bereits seit dem 15. Jahrhundert in Wiesentheid nachweisbar. Die Fuchs von Dornheim, ein örtliches Adelsgeschlecht, bewohnten 1576 das Haus. Damals entstand mit dem sogenannten „Fuchsbau“ im Stil der Renaissance der Kern der heutigen Anlage. Nach den Erweiterungen des 18. Jahrhunderts präsentiert sich das Schloss heute als mächtige Vierflügelanlage mit runden Ecktürmen. → siehe auch: Schloss Wiesentheid
Der Nordflügel des Schlosses schließt direkt an den dort befindlichen englischen Landschaftspark an. Die ausgedehnte Parkanlage geht auf einen Barockgarten zurück, der im Zuge des Schlossumbaus in der ersten Hälfte des 18. Jahrhunderts entstand. Graf von Schönborn beauftragte den Gartenmeister Johann David Fülken mit der Errichtung. Im Inneren des Barockgartens ließen die Grafen ein „Lusthaus“ erbauen, die Pläne hierzu stammten vielleicht von Balthasar Neumann. Im Zentrum, dem geometrisch gemauerten Schlossparkteich, war eine Kolossalfigur des Samson zu finden. In den 1820er Jahren erhielt der Park die heutigen Formen. → siehe auch: Schlosspark Wiesentheid
Gegenüber dem Schloss erhebt sich die Mauritiuskirche. Bereits 1364 wurde Wiesentheid zur Pfarrei erhoben, in der Folgezeit entstand ein kleines Kirchengebäude an dieser Stelle. Zwischen 1682 und 1684 ließ der damalige Dorfherr Johann Otto von Dernbach das Gotteshaus durch Antonio Petrini umbauen. Die heutige Kirche entstand nach den Plänen des Baumeisters Balthasar Neumann. Die Kirche präsentiert sich als Saalbau mit einer aufwendig gestalteten Westfassade. Das Langhaus schließt mit einem Mansarddach ab. Im Inneren überwiegt die barocke Ausstattung aus den Händen namhafter Künstler. → siehe auch: St. Mauritius (Wiesentheid)

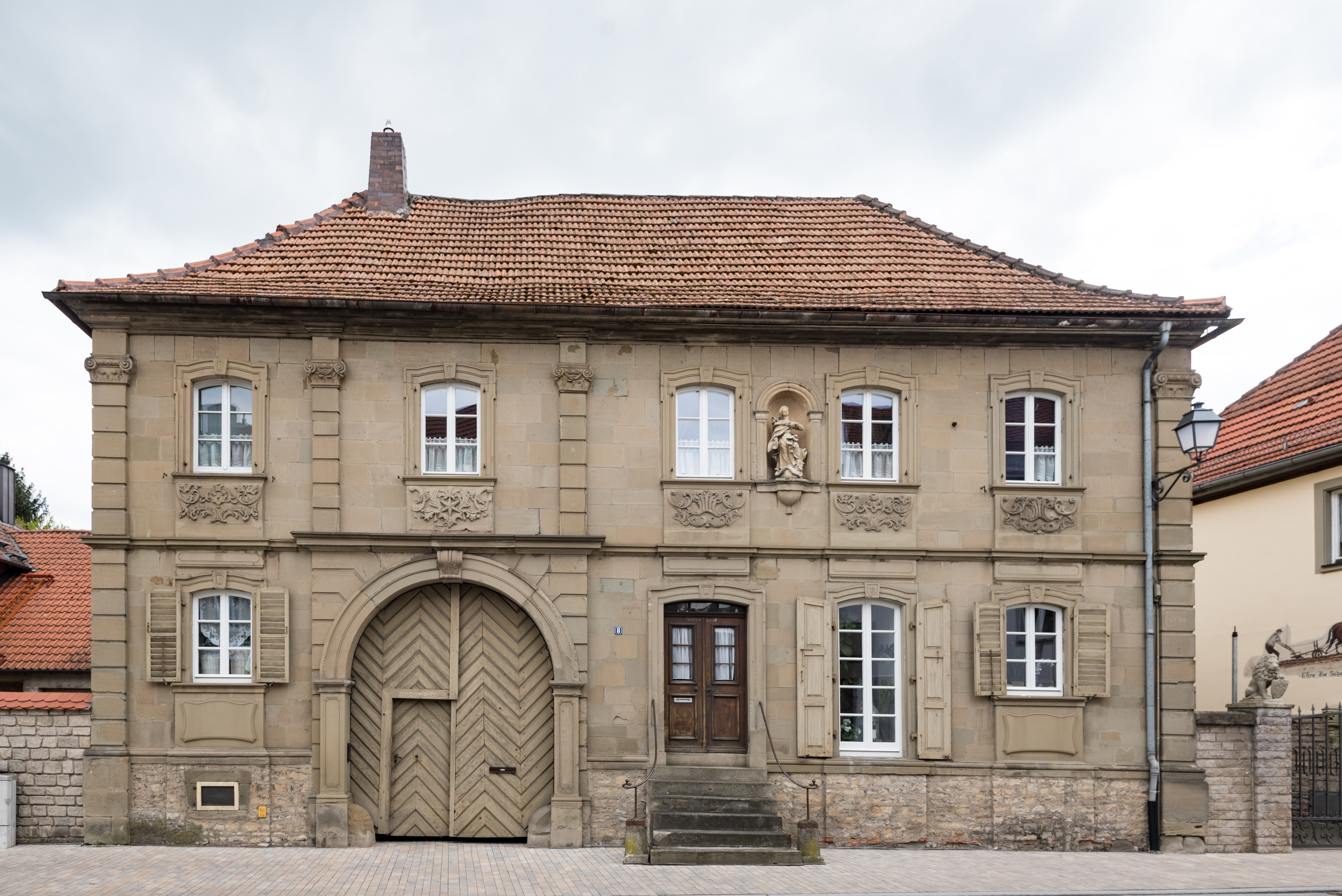
Das Rokokohaus Neßtfellplatz 8

Die Kirche bildet den nördlichen Abschluss eines Kirchenbezirks, der wohl bereits im Mittelalter existierte. Südlich vom Gotteshaus ist eine monumentale Kreuzigungsgruppe zu finden. Sie geht auf eine Stiftung des Kunstschreiners Johann Georg Neßtfell zurück und wurde vom Würzburger Hofbildhauer Lukas Anton van der Auwera geschaffen. Noch weiter südlich erhebt sich das Pfarrhaus. Es wurde als eines der ersten Barockbauten durch Johann Leonhard Dientzenhofer erbaut. Das Haus mit seinen Eckpilastern und geohrten Fensterrahmen schließt mit einem steilen Walmdach ab. Vor dem Pfarrhaus wurde 1914 das Kriegerdenkmal für die Gefallenen des Deutsch-Französischen Krieges eingeweiht. → siehe auch: Kreuzigungsgruppe (Wiesentheid) und Pfarrhaus (Wiesentheid)
Die nördliche Begrenzung des Ensembles bilden die Baulichkeiten der Kanzleistraße. Sie wurden 1723 bis 1729 durch den Baumeister Johann Georg Seitz errichtet. Ganz im Norden entstand mit dem „Seehof“ (vis-à-vis zum Schlossparkweiher) ein schlossartiges Gebäude. Der weiter südlich entstandene Gebäudekomplex heißt „Fasanenhof“, weil hier die Dienstwohnung des Fasanerie-Verwalters eingerichtet wurde. Bemerkenswert ist die reiche Gliederung der zweigeschossigen Baulichkeiten. Einheitlichkeit entsteht durch die gleichmäßig gestaltete Dachlandschaft. → siehe auch: Seehof (Wiesentheid) und Fasanenhof (Wiesentheid)

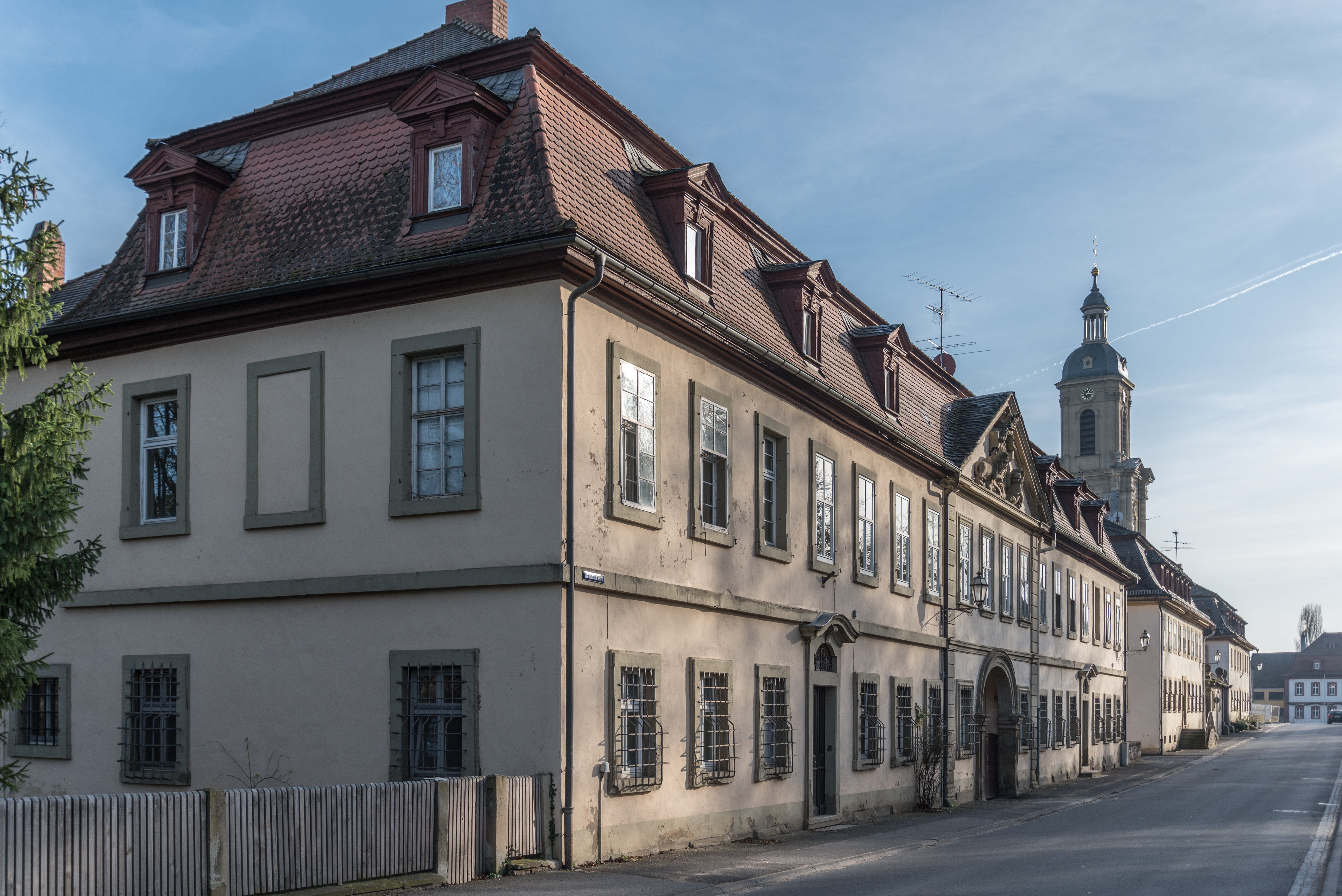
Die Bauten in der Kanzleistraße

Das heutige Rathaus der Gemeinde Wiesentheid bildet ebenfalls ein wichtiges Element des Ensembles. Es liegt südöstlich des Schlosses und bildet den Übergang zu den bürgerlichen Wohnhäusern. Das Rathaus wurde zwischen 1741 und 1743 erbaut. Früher stand an dieser Stelle ein schlichtes Bauernhaus. Das Rathaus präsentiert sich als zweigeschossiger Mansarddachbau mit langgestrecktem Dachreiter. An der Kilianskirche im nahen Atzhausen griff man die Formen des Wiesentheider Rathauses neuerlich auf. → siehe auch: Rathaus (Wiesentheid)
Entlang der Balthasar-Neumann-Straße und des Neßtfellplatzes haben sich noch viele barocke Baulichkeiten erhalten. Ihnen fehlt die Einheitlichkeit der Bauten am Schlossplatz, wurden sie doch weitgehend in Eigenregie der damaligen Bewohner errichtet. Besonders eindrucksvoll ist das Rokokogebäude am Neßtfellplatz 8. Es stammt aus der Mitte des 18. Jahrhunderts und besitzt eine reiche Gliederung. An die landwirtschaftliche Nutzung erinnert die Tordurchfahrt auf der linken Seite des Baus. Die Veränderungen des 20. Jahrhunderts am Gebäudebestand sind an der fehlenden Freitreppe des Hauses Neßtfellplatz 2 abzulesen. → siehe auch: Neßtfellplatz 2